# Ratusz w Nieświeżu
Ratusz w Nieświeżu – dawna siedziba władz miejskich Nieświeża, zbudowana w 1569, obecnie dom pionierów. 

## Historia
Ratusz powstał w 1569 jako dwupiętrowy budynek z sześciokondygnacyjną wieżą – dwie górne kondygnacje rozebrano jednak na zlecenie władz miasta pod koniec XIX wieku. Budynek wzniesiono na planie prostokąta i nakryto go dwuspadowym wysokim dachem. Po włączeniu miasta do Białoruskiej SRR w 1945 roku ratusz stał się siedzibą domu pionierów. 
Po trzech stronach budynku mieszczą się sukiennice przykryte jednospadowym dachem, znajdują się w nich sklepy. 

## Galeria

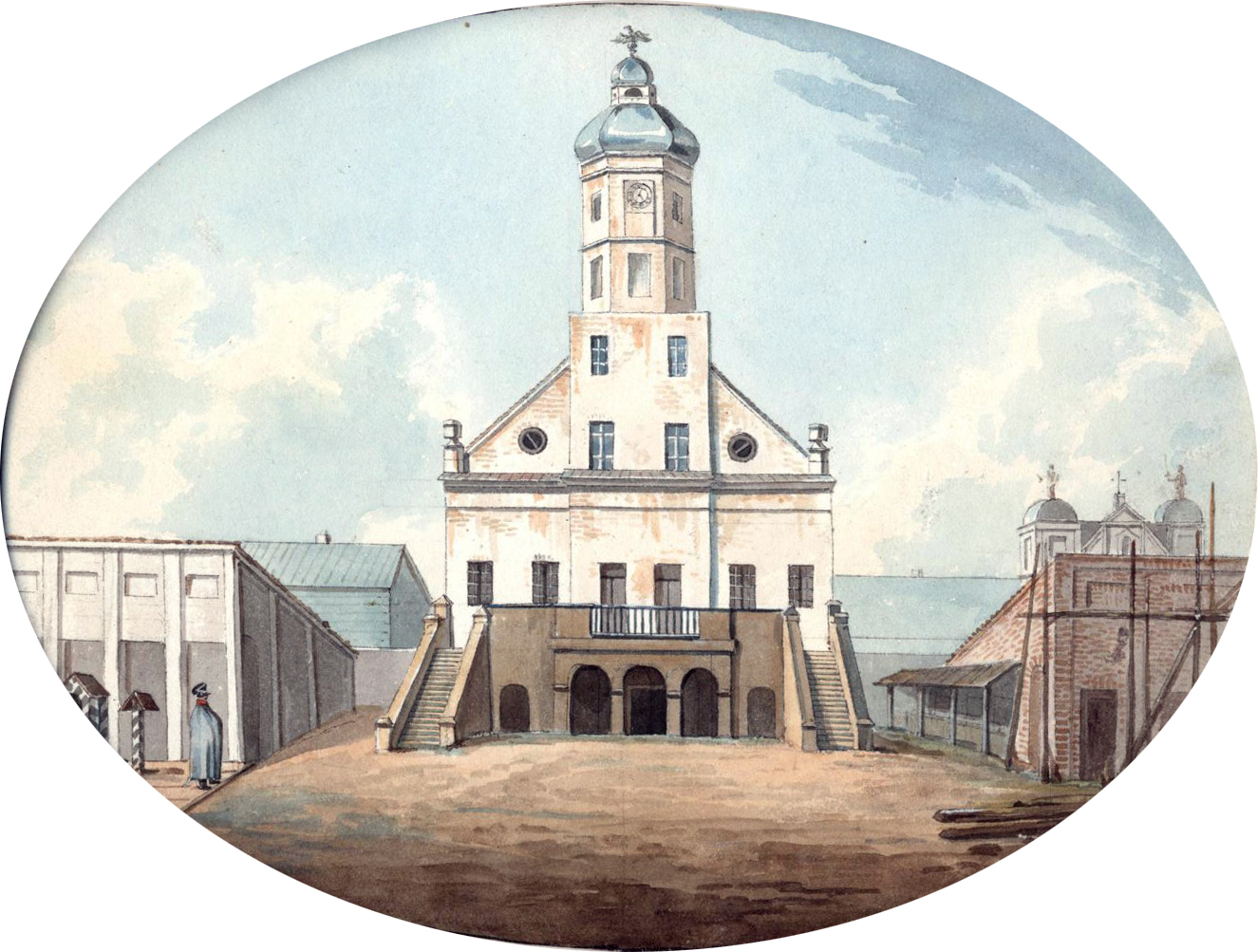
Ratusz przed pożarem w 1836 roku
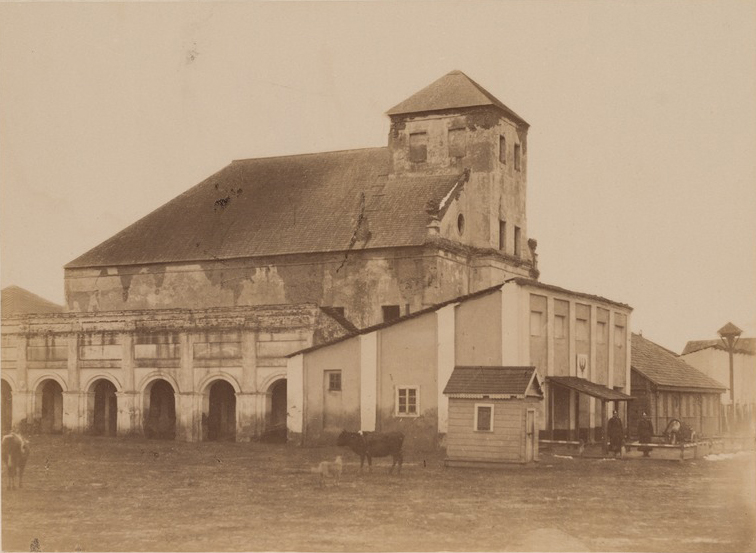
Ratusz w 1894 roku
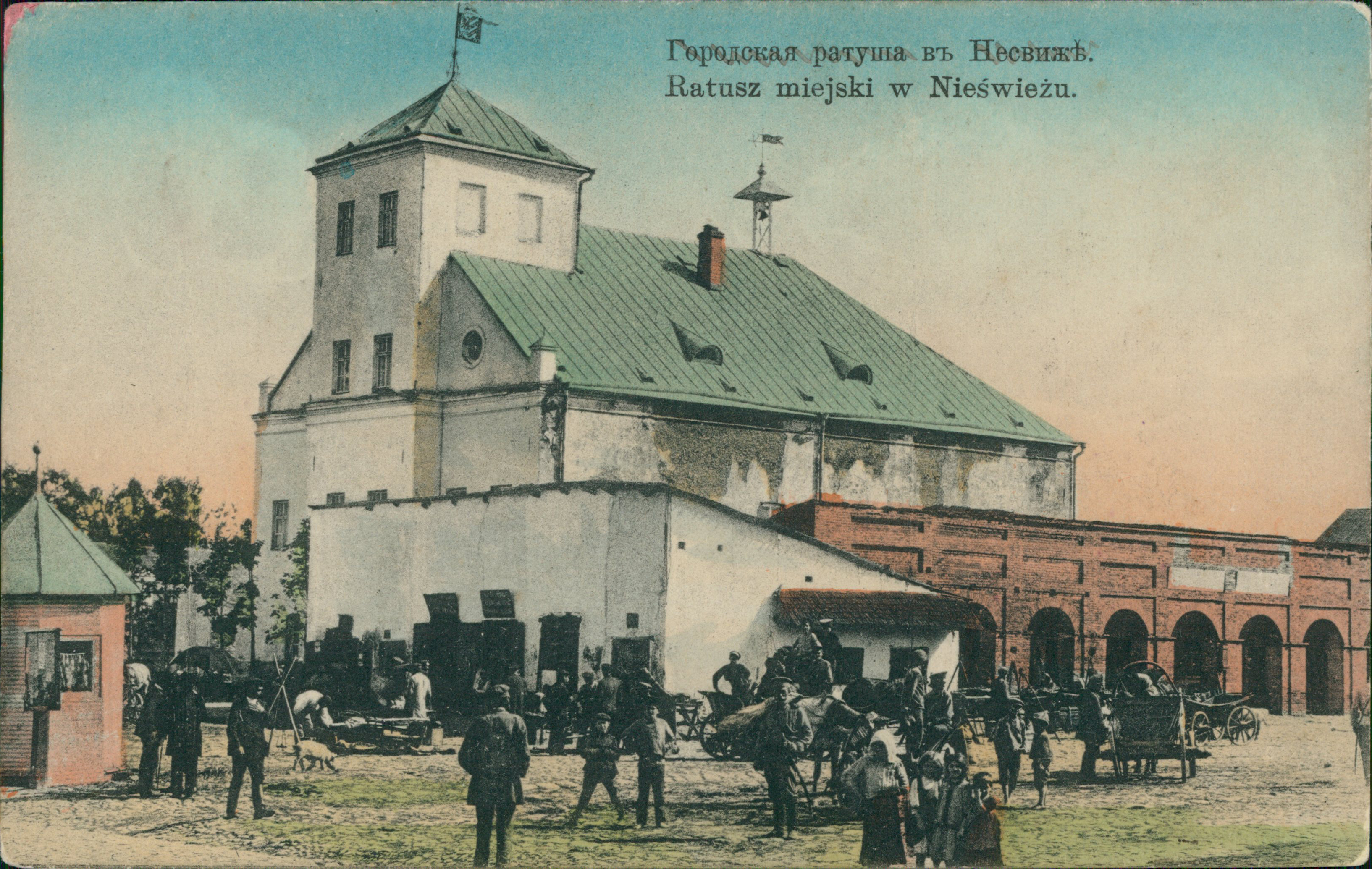
Ratusz około 1910 roku
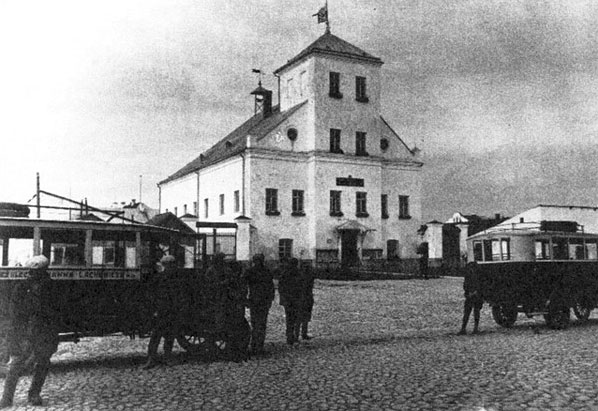
Ratusz w latach 30. XX wieku